# Stronie (gromada w powiecie limanowskim)
Stronie (od 29 II 1956 Świdnik) – dawna gromada, czyli najmniejsza jednostka podziału terytorialnego Polskiej Rzeczypospolitej Ludowej w latach 1954–1972.
Gromady, z gromadzkimi radami narodowymi (GRN) jako organami władzy najniższego stopnia na wsi, funkcjonowały od reformy reorganizującej administrację wiejską przeprowadzonej jesienią 1954 do momentu ich zniesienia z dniem 1 stycznia 1973, tym samym wypierając organizację gminną w latach 1954–1972.
Gromadę Stronie z siedzibą GRN w Stroniu utworzono – jako jedną z 8759 gromad na obszarze Polski – w powiecie limanowskim w woj. krakowskim, na mocy uchwały nr 23/IV/54 WRN w Krakowie z dnia 6 października 1954. W skład jednostki weszły obszary dotychczasowych gromad Świdnik, Owieczka i Stronie (bez miejscowości Wolica i Zagórów) ze zniesionej gminy Łukowica w tymże powiecie. Dla gromady ustalono 13 członków gromadzkiej rady narodowej.
Gromadę Stronie zniesiono 29 lutego 1956 w związku z przeniesieniem siedziby GRN ze Stronia do Świdnika i przemianowaniem jednostki na gromada Świdnik.